# Great Falls (Carolina del Sud)
Great Falls és una població dels Estats Units a l'estat de Carolina del Sud. Segons el cens del 2000 tenia 2.194 habitants.

## Demografia
Segons el cens del 2000, Great Falls tenia 2.194 habitants, 892 habitatges i 595 famílies. La densitat de població era de 199,3 habitants/km².
Dels 892 habitatges en un 33,1% hi vivien nens de menys de 18 anys, en un 41,1% hi vivien parelles casades, en un 20,2% dones solteres, i en un 33,2% no eren unitats familiars. En el 30,9% dels habitatges hi vivien persones soles el 17,2% de les quals corresponia a persones de 65 anys o més que vivien soles. El nombre mitjà de persones vivint en cada habitatge era de 2,46 i el nombre mitjà de persones que vivien en cada família era de 3,05.
Per edats la població es repartia de la següent manera: un 28% tenia menys de 18 anys, un 8,6% entre 18 i 24, un 25,9% entre 25 i 44, un 20,4% de 45 a 60 i un 17,2% 65 anys o més.
L'edat mediana era de 35 anys. Per cada 100 dones de 18 o més anys hi havia 82,2 homes.
La renda mediana per habitatge era de 24.758 $ i la renda mediana per família de 31.683 $. Els homes tenien una renda mediana de 27.336 $ mentre que les dones 22.070 $. La renda per capita de la població era de 13.266 $. Entorn del 16,4% de les famílies i el 18,1% de la població estaven per davall del llindar de pobresa.

## Poblacions més properes
El següent diagrama mostra les poblacions més properes.